# Thesaurus Linguae Graecae
Thesaurus Linguae Graecae is een digitale database van de Universiteit van Californië - Irvine met literaire Oudgriekse teksten. Het is een als thesaurus bedoelde database met alle literaire Griekse teksten vanaf 800 v.Chr. tot de Byzantijnse en post-Byzantijnse tijd. 
Sinds 1972 is men bezig met het inventariseren en bijwerken van de database. Behalve het bijwerken van woordenlijsten zijn de samenstellers van deze database bezig met het digitaliseren en analyseren van de oude Griekse teksten. Intussen zijn bijna alle Griekse teksten tot 1453, het jaar van de val van Constantinopel, ingevoerd in de database.